# Алейников Петро Мартинович
Петро Мартинович Алейников (12 (25) квітня 1914, село Крівель Могильовського повіту Могилівської губернії, Російська імперія (зараз Шкловський район, Білорусь) — 9 червня 1965, Москва, РРФСР) — радянський кіноактор білоруського походження.
Дитинство пройшло у могилівській дитячій комуні. З 1931 оселився у Ленінграді. Навчався у Технікумі сценічних мистецтв у Сергія Герасимова.
Знімався у кіно з початку 1930-х. Після війни кар'єра поступово пішла на спад, в результаті почав зловживати алкоголем.
Похований на Новодівочому цвинтарі у Москві.

## Фільмографія
1. 1932: Зустрічний — молодий робітник
2. 1934: Чи люблю тебе? — епізод
3. 1935: Селяни — Петя
4. 1935: Подруги — поранений
5. 1936: Семеро сміливих — кухар, Молибога
6. 1936: Федька — селянин (немає в титрах)
7. 1937: За радянську Батьківщину — Ейно
8. 1938: Комсомольськ — Петька Алейников
9. 1938: Людина з рушницею — солдат
10. 1939: Винищувачі — лейтенант
11. 1939: Трактористи — Савка
12. 1939: Велике життя — Ваня Курський
13. 1940: Шуми, містечко — Вася, студент-винахідник
14. 1940: П'ятий океан — Ковтунов
15. 1941: Бойова кінозбірка № 8 — підпільник
16. 1941: Випадок у вулкані — Шаталов
17. 1941: Горбоконик — Іванушка
18. 1941: Мати — підпільник
19. 1942: Олександр Пархоменко — Гайворон
20. 1942: Бойова кінозбірка № 11 — Альоша, старий («Кар'єра лейтенанта Гоппа»), червоноармієць («Павуки»)
21. 1942: Білоруські новели — танкіст
22. 1942: Непереможні — Гриша
23. 1943: В ім'я Батьківщини — Ільїн
24. 1943: Вона захищає Батьківщину — Сеня
25. 1944: Велика земля — Костя Коротков
26. 1944: Небо Москви — лейтенант Ілля Стрільців
27. 1944: Морський батальйон — Яковлєв
28. 1946: Велике життя. 2 серія — Ваня Курський
29. 1946: Глінка — О. С. Пушкін
30. 1948: Дорогоцінні зерна — Яшкін, комбайнер
31. 1948: Золотий Ріг — Віктор Соколов
32. 1950: Донецькі шахтарі — Постойко
33. 1955: Васьок Трубачов і його товариші — Русаков-батько
34. 1955: Земля і люди — Гнат Ушкін
35. 1956: Поет — солдат Стьопа
36. 1958: Шофер мимоволі — водій вантажівки
37. 1959: Ванька — Єгорка Кривий
38. 1959: Незвичайна подорож Мішки Стрекачова — міліціонер
39. 1959: Батьківський дім — Федір
40. 1961: Будні і свята — Юрій
41. 1963: Повінь — собутильник Зіновія
42. 1965: Вони не пройдуть — старий біля багаття
43. 1967: Втамування спраги — Марютина